# Тертерія
Тертерія (рум. Tărtăria) — село у повіті Алба в Румунії. Входить до складу комуни Селіштя.
Село розташоване на відстані 268 км на північний захід від Бухареста, 20 км на південний захід від Алба-Юлії, 94 км на південь від Клуж-Напоки.

## Населення
За даними перепису населення 2002 року у селі проживали 745 осіб, усі — румуни. Усі жителі села рідною мовою назвали румунську.